# آلکسیس اچ‌کی
آلکسیس جوشکونیان ( فرانسوی: Alexis Djoshkounian‎؛ با نام هنری آلکسیس اچ‌کی ( فرانسوی: Alexis HK‎؛ زادهٔ ۲ آوریل ۱۹۷۴) خواننده، ترانه‌سرا ارمنی‌تبار اهل فرانسه است. وی از سال ۱۹۹۷ میلادی تاکنون مشغول فعالیت بوده‌است.

## زندگی‌نامه
وی در در ایولین به دنیا آمد .